# Thomas Thumann

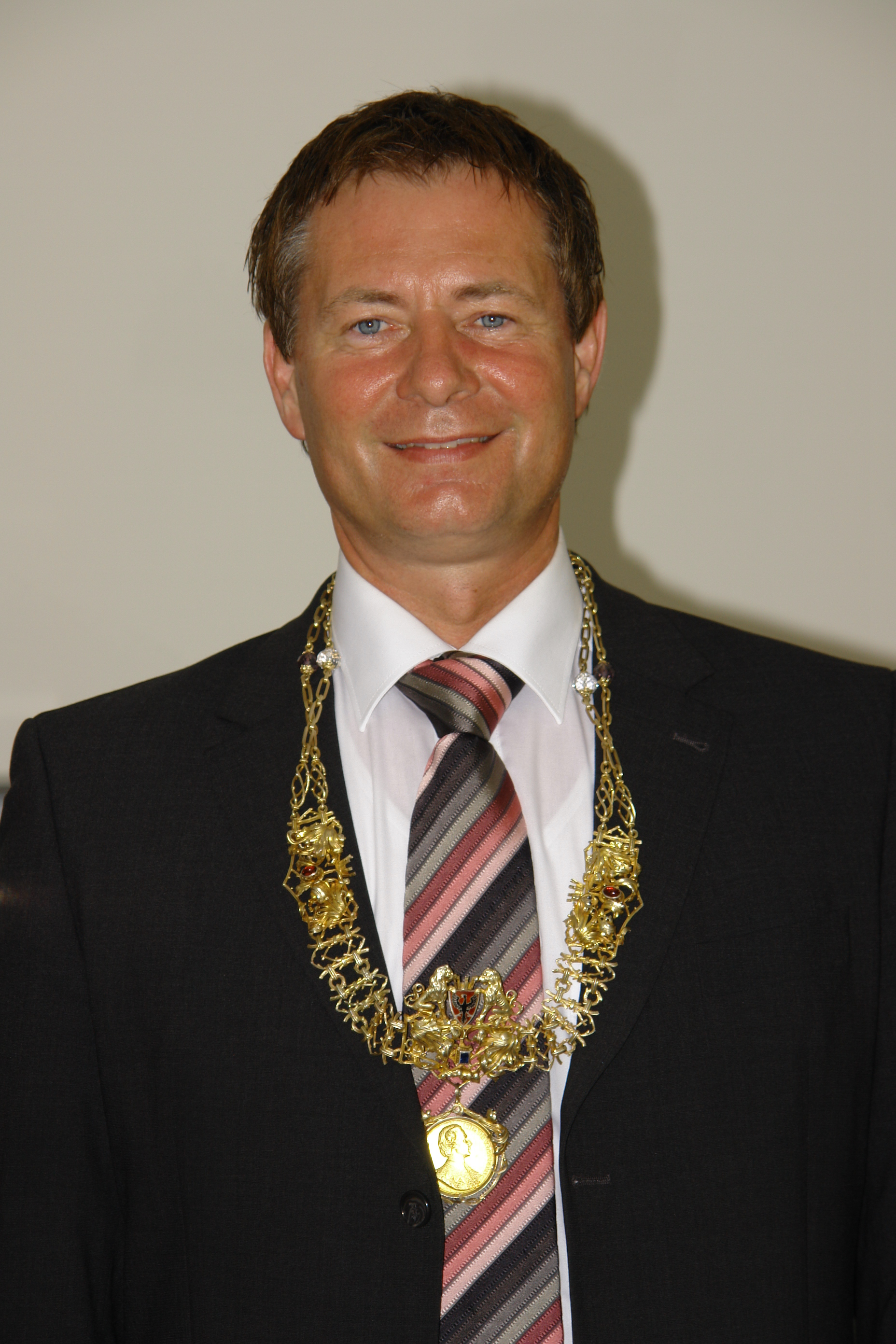
Thomas Thumann

Thomas Thumann (* 20. April 1965 in Neumarkt in der Oberpfalz) ist ein deutscher Rechtsanwalt und Politiker (Freie Wähler/UPW).
Vom 5. Dezember 2005 bis 5. Dezember 2023 war er Oberbürgermeister der Großen Kreisstadt Neumarkt in der Oberpfalz.
Am 25. September 2011 wurde er mit einer Mehrheit von 68,67 % der Wählerstimmen im ersten Wahlgang in seinem Amt bestätigt. Seine zweite Amtszeit begann am 5. Dezember 2011. Am 22. Oktober 2023 verlor er die Stichwahl gegen seinen Kontrahenten und Nachfolger im Amt, Markus Ochsenkühn.

## Leben und Beruf
Thumann ist das Erste von drei Kindern der Eheleute Hans und Gisela Thumann. Er wuchs in Neumarkt zunächst in der Altstadt, später dann im Stadtteil Holzheim auf.
Nach dem Abitur im Jahre 1984 am Ostendorfer-Gymnasium in Neumarkt absolvierte er zunächst seinen Wehrdienst bei einem Panzeraufklärungsbataillon in Pfreimd und Roding und studierte anschließend Rechtswissenschaften an der Universität Erlangen. Die Studentenzeit beendete er mit dem ersten juristischen Staatsexamen. Folgend auf die Referendariatszeit legte er im Jahre 1995 auch das zweite Staatsexamen ab und gründete eine Rechtsanwaltskanzlei in Pyrbaum bei Neumarkt. Seine Fachgebiete umfassten die Themen Erb-, Straf- und Zivilrecht. Weiterhin war er als Fachanwalt für Familienrecht tätig.
Er ist römisch-katholisch und seit dem 29. Dezember 2009 mit dem ehemaligen Neumarkter Christkind Carolin Thumann, geb. Meier, verheiratet. Aus einer früheren Beziehung hat Thumann einen Sohn.

## Politische Laufbahn und Ämter
Thumann ist seit 2002 Mitglied der Kreistagsfraktion der FW/UPW und war deren Kandidat zur Wahl des Landrates im Jahr 2002.
Nachdem sein Amtsvorgänger als Abgeordneter in den deutschen Bundestag wechselte, trat Thumann im Dezember 2005 zur Wahl des Oberbürgermeisters der Stadt Neumarkt an. Hier wurde er im ersten Wahlgang mit 53,59 Prozent der Stimmen zu einem der jüngsten Oberbürgermeister der Großen Kreisstadt gewählt und trat als erster Oberbürgermeister seit Kriegsende, welcher nicht aus den Reihen der CSU gestellt wurde, sein Amt an.
Im November 2009 wurde Thumann zur City Climate Conference in Hamburg eingeladen und nahm auch beim Weltklimagipfel im November 2009 in Kopenhagen teil.
Bereits dreimal während seiner Amtszeit wurde die Stadt Neumarkt als „UNESCO – Stadt der Weltdekade“ ausgezeichnet.
Thumann ist Fraktionsvorsitzender der Freien Wähler/UPW im Bezirkstag der Oberpfalz und bekleidet dieses Amt auch im Kreistag des Landkreises Neumarkt.
In seiner Funktion als Oberbürgermeister ist er auch erster Vorstand der Freiwilligen Feuerwehr der Großen Kreisstadt sowie ständiges Mitglied im Verwaltungsrat der Sparkasse Neumarkt-Parsberg.
Am 24. September 2017 wurde Thumann bei den Neumarkter Oberbürgermeisterwahlen mit fast 70 % wiedergewählt.
Am 8. Oktober 2023 stellte sich Thumann der Wiederwahl. Dabei erreichte er mit 47,4 % die meisten Stimmen. Er musste sich einer Stichwahl gegen den CSU-Herausforderer Markus Ochsenkühn stellen, der 35,5 % erreicht hatte. Am 22. Oktober 2023 hat Thumann die Stichwahl mit 48,0 % und 690 Stimmen weniger verloren.
Zum 5. Dezember 2023 endet die Amtszeit Thumanns. Gleichzeitig wurde er zum Ehrenbürger seiner Heimatstadt Neumarkt i.d.OPf. ernannt.

## Aktivitäten
In den frühen 1990er-Jahren wurde Thumann zum mittelbayerischen Meister im Bodybuilding gekürt. Bis heute betreibt er diesen Sport als Ausgleich zum politischen Alltag.